# متحف دارين

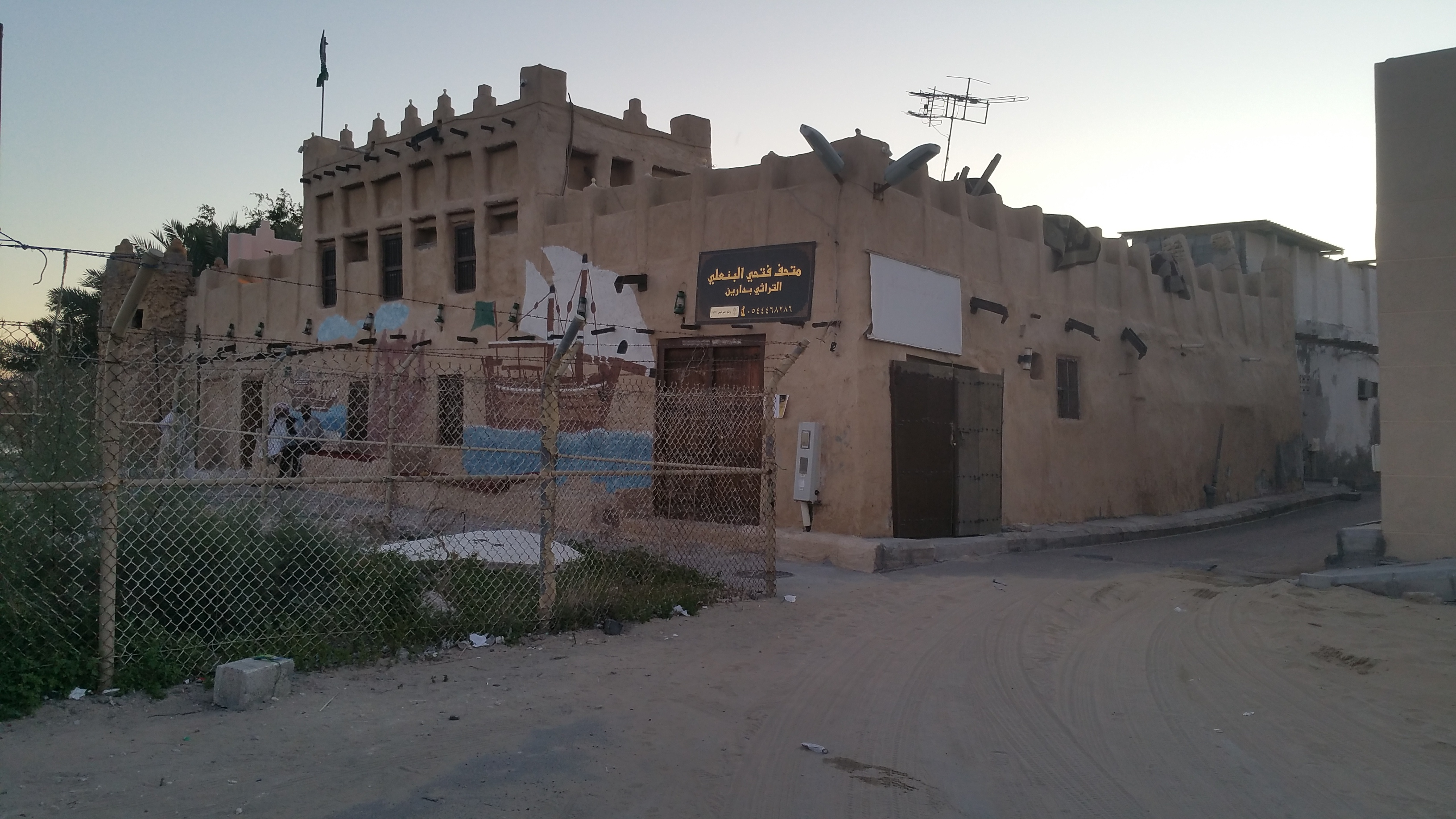
واجهة متحف دارين المجاور لقصر محمد بن عبد الوهاب الفيحاني.

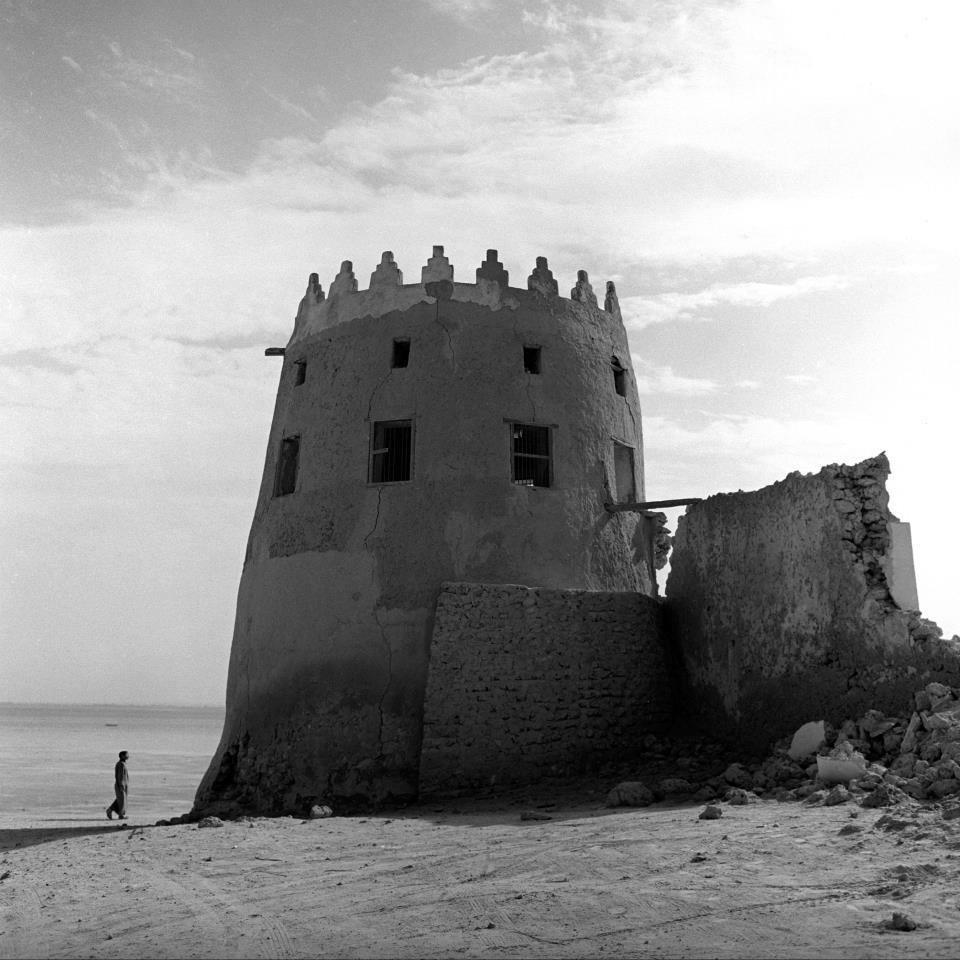
قصر محمد بن عبد الوهاب الفيحاني قبل انهياره.

متحف دارين أو متحف البنعلي أو متحف فتحي البنعلي هو متحف أثري مستقل مدعوم من قبل الهيئة العامة للسياحة والتراث الوطني السعودية، يقع في جنوب شرق بلدة دارين، بمحافظة القطيف، من المنطقة الشرقية للمملكة العربية السعودية. متحف دارين هو المتحف الوحيد في القطيف بعد توقف متحف القطيف الحضاري.

## التأسيس
في عام 1420هـ، قرر صاحب المتحف فتحي البنعلي البحث عن موقع تراثي يضم مقتنياته التي جمعها كهاوٍ للتحف الأثرية. وقع اختياره على بيت كان لأحد النواخذة البحارة المحليون ببلدة دارين. حينئذٍ، كان البيت مرخصاً للهدم حينها إلا أن فتحي البنعلي" اشترى البيت وعمد لامتلاكه بسبب مشابهته لبيت النوخذة راشد بن فاضل البنعلي، على حد تعبيره. وراشد البنعلي هو أحد تجار ونواخذة جزيرة دارين البارزين ومؤلف الكتاب المرشد «مجاري الهداية - النايلة البحرية». عمل فتحي البنعلي على ترميم البيت وإنقاذه من السقوط وتهالك جدرانه. فيما سعى لترخيصه من قبل وزارة السياحة لمدة تقرب 10 سنوات.

## المقتنيات والمحتويات
يحتوي المتحف على مجسمات السفن الخليجية التراثية وأدوات الصيد، والقطع المندثرة النادرة.

## المبنى
يقع متحف دارين في بيت تراثي يتجاوز عمره الـ200 عام على مساحة 550 متر مربع. يجاور المبنى قصر محمد بن عبد الوهاب الفيحاني، ويُقابل ميناء دارين.

## معرض الصور

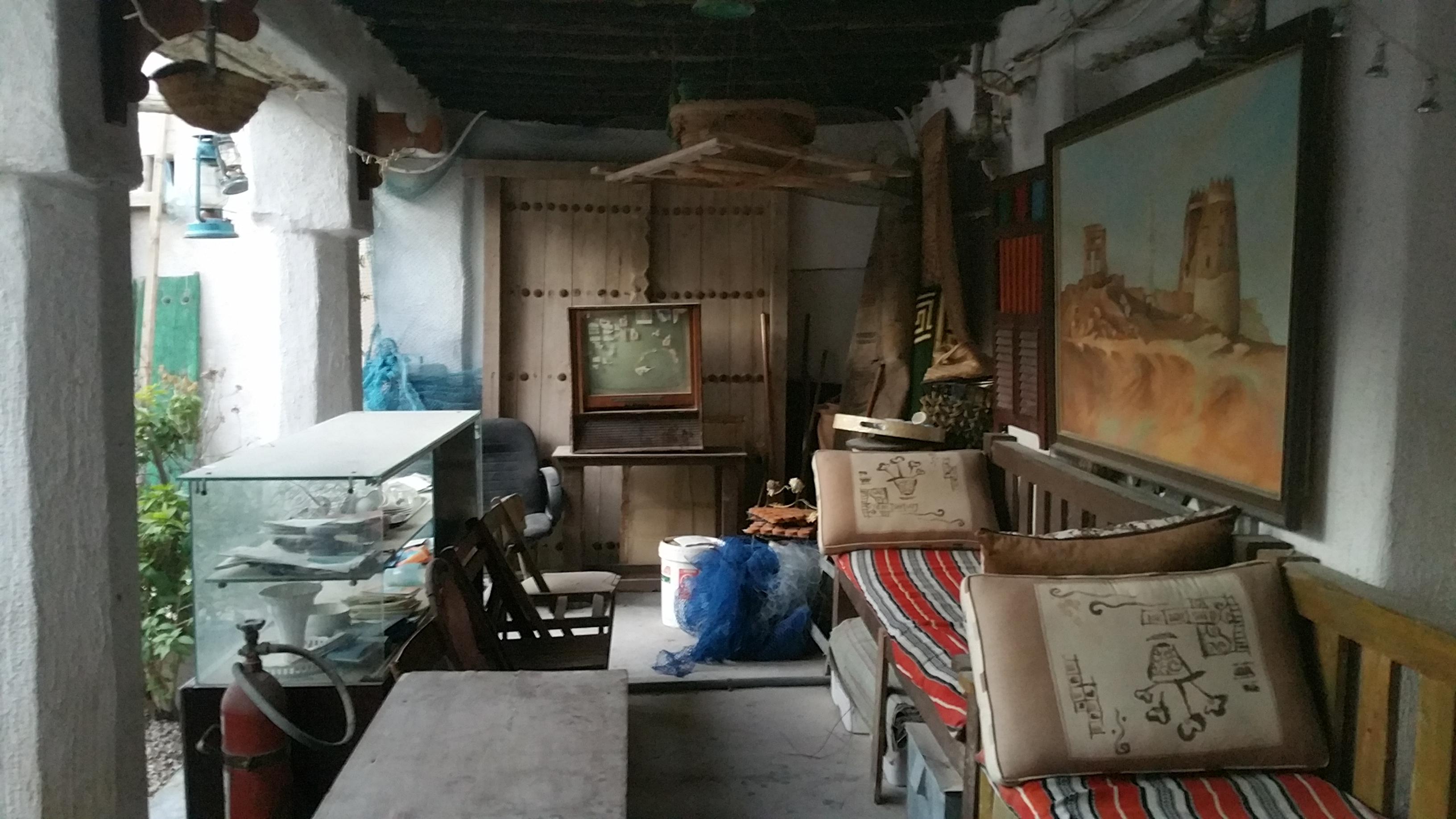
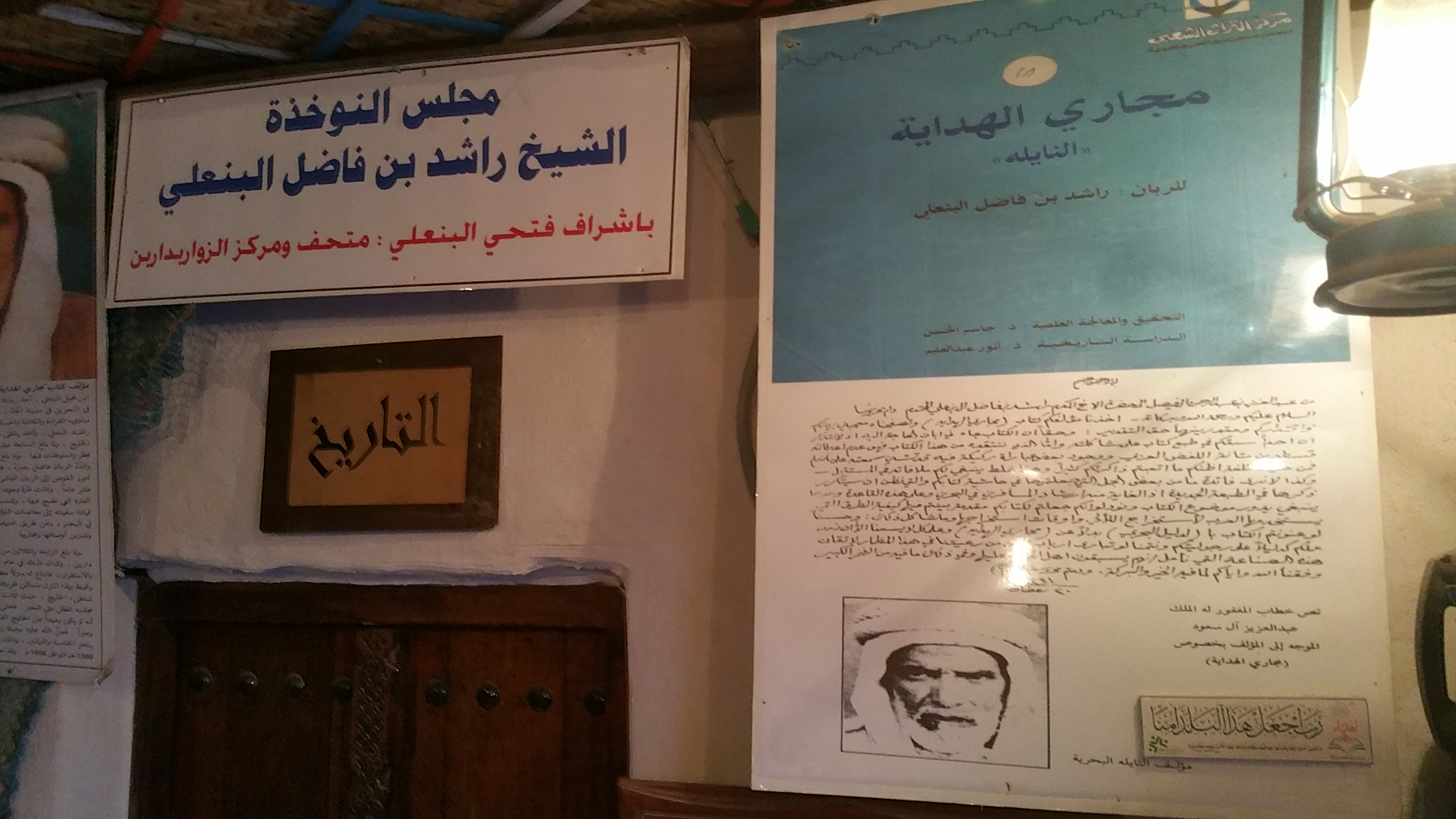
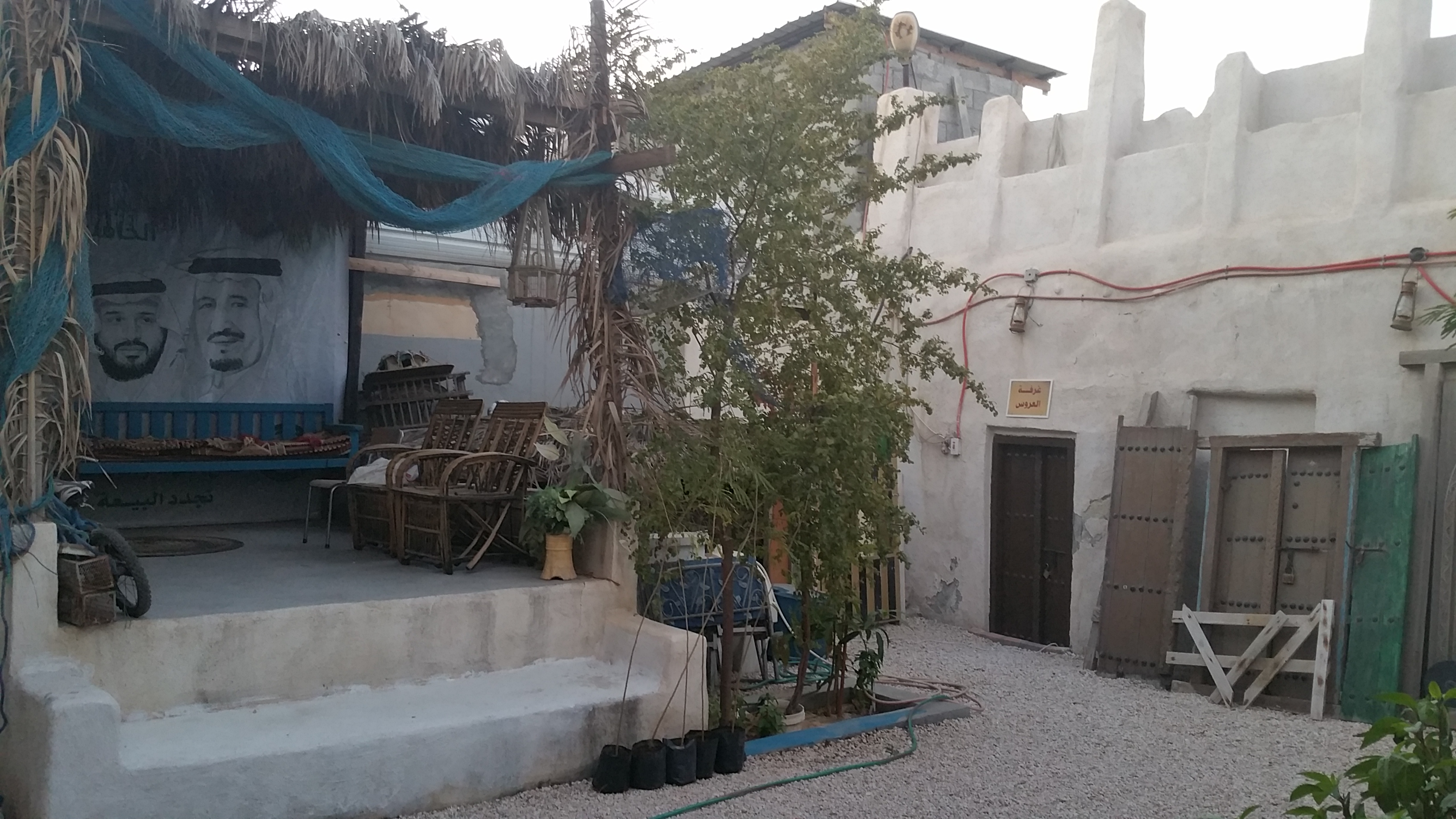
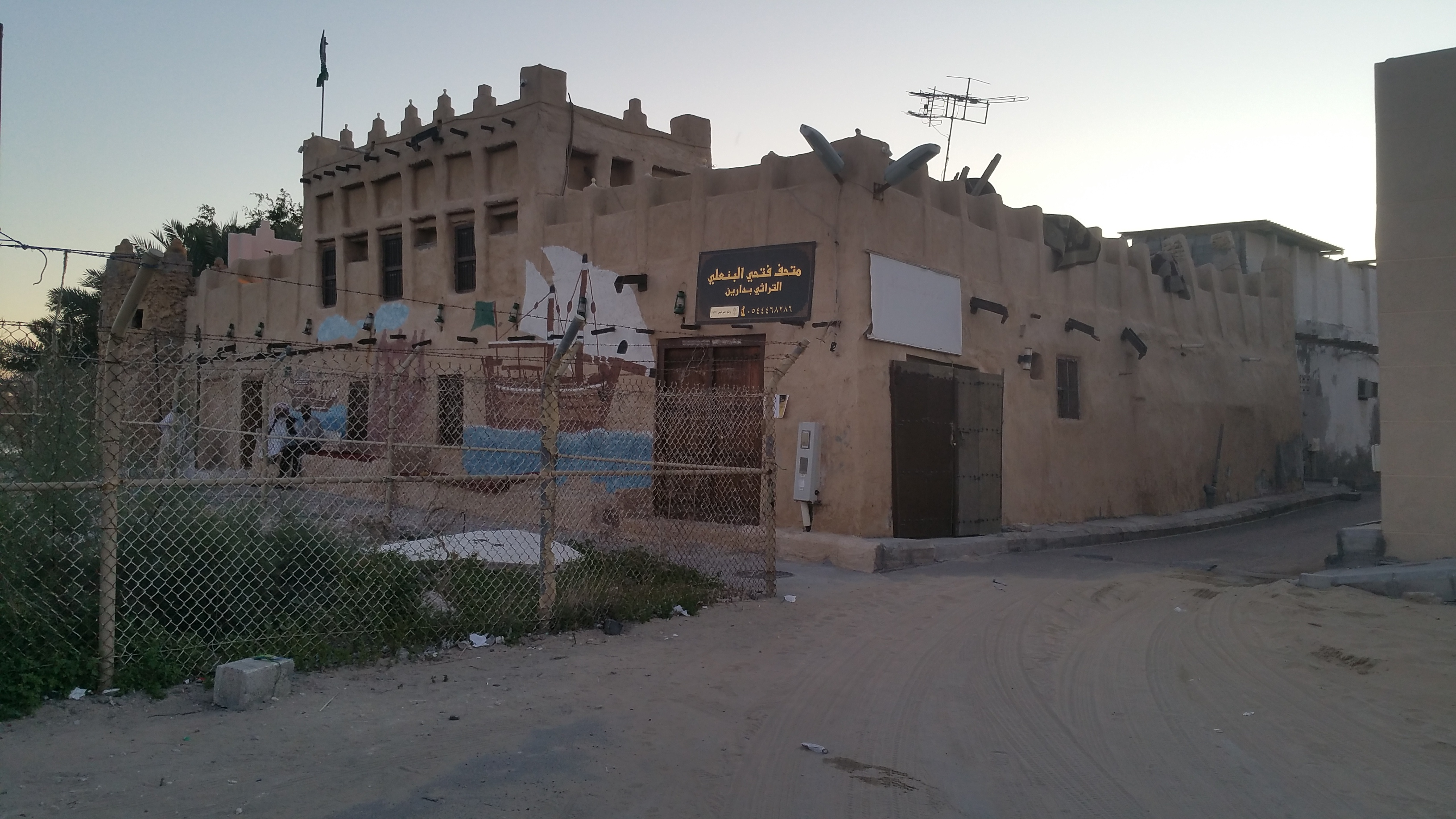
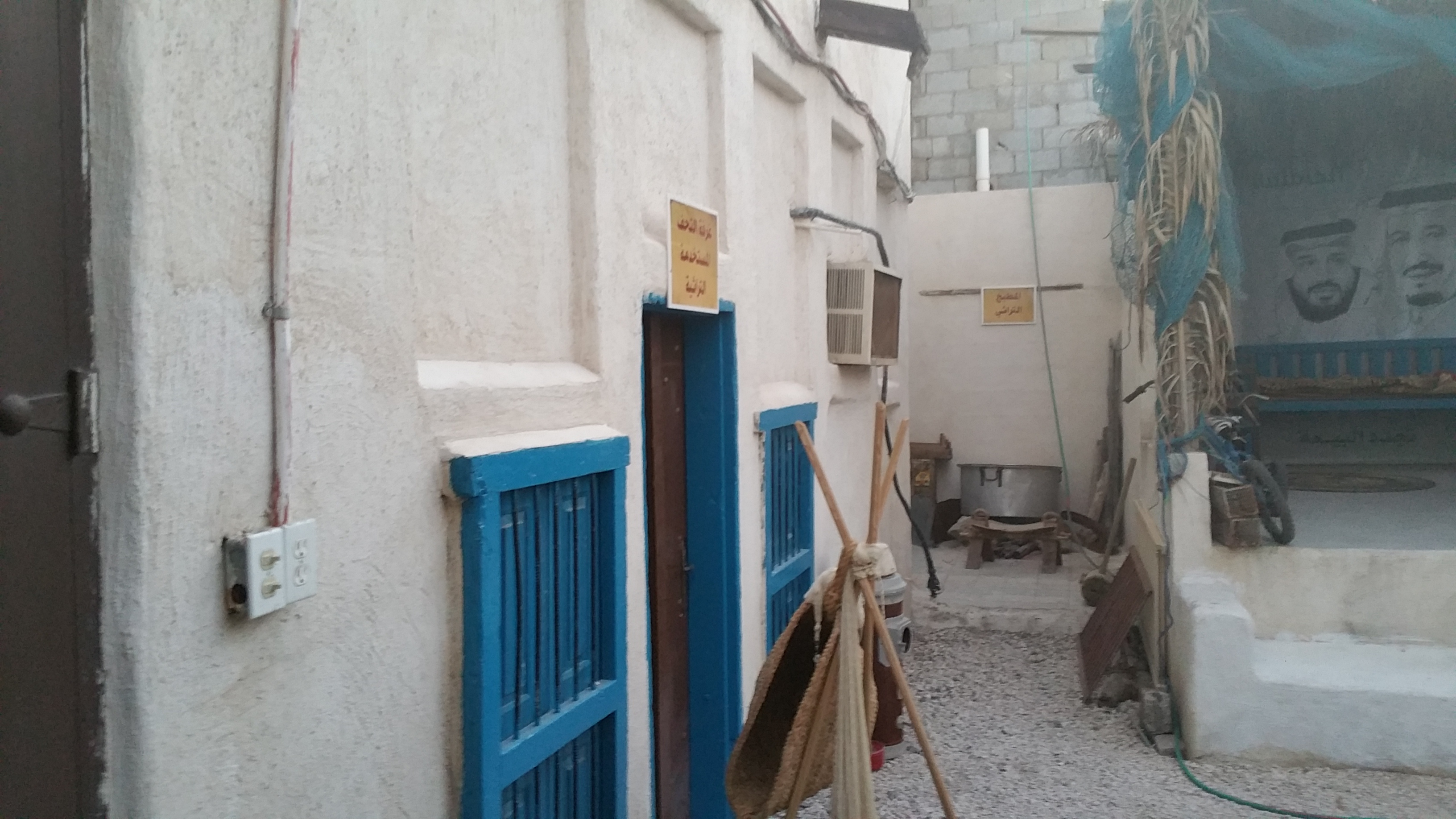
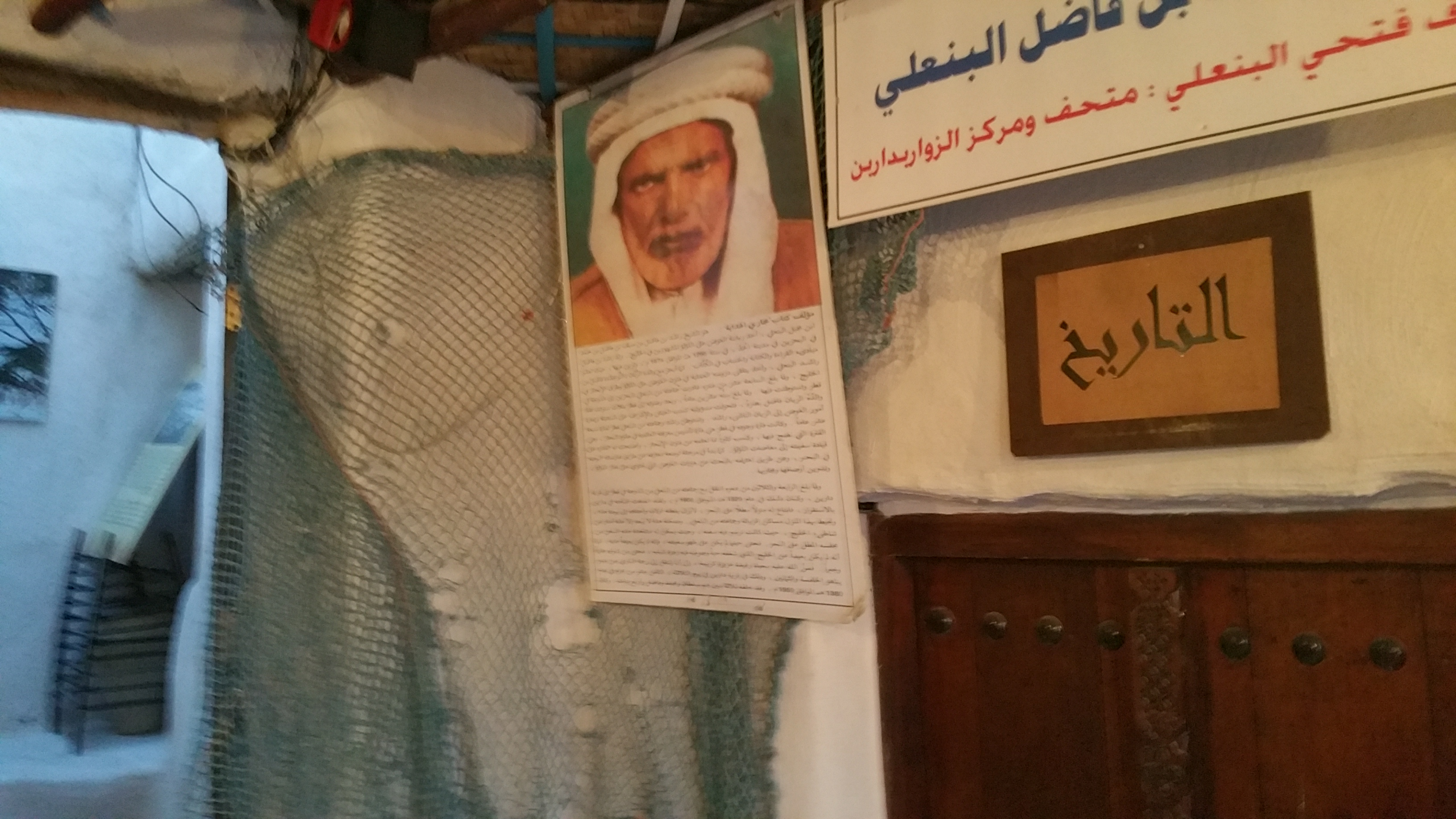

## الوصلات الخارجية
- صور لداخل متحف دارين.
- متحف البنعلي، أول متحف شخصي بالقطيف يحصل على الترخيص.
- موقع متحف دارين الرسمي.
- جولة داخل متحف دارين.
- تقرير قناة السعودية الأولى عن متحف دارين.